# Assedio di Alessandria d'Egitto (48 a.C.)
L'assedio di Alessandria fu l'episodio centrale che caratterizzò la guerra civile alessandrina, uno scontro interno al regno d'Egitto tra gli ultimi discendenti della dinastia tolemaica, a cui presero parte anche delle truppe della repubblica romana guidate dal generale Gaio Giulio Cesare.

## Antefatti
Dopo la morte di Tolomeo XII, l'Egitto era in una situazione di instabilità politica, conteso tra i fratelli Cleopatra e Tolomeo XIII, formalmente co-regnanti ma in realtà in contrasto tra loro. La situazione degenerò con l'arrivo ad Alessandria del generale romano Gaio Giulio Cesare, che era all'inseguimento del rivale Gneo Pompeo Magno dopo la vittoria della battaglia di Farsalo; quest'ultimo era però stato ucciso per ordine di Tolomeo e Cesare cercò di ristabilire la pace tra i due fratelli, proclamandosi custode della loro co-reggenza. Tuttavia il consigliere di Tolomeo, Potino, aveva mandato a chiamare il suo esercito, guidato dal generale Achilla, che da Pelusio era diretto ad Alessandria con lo scopo di riaffermare il sovrano come unico monarca. Cesare, scoperto dell'avanzata del nemico, cercò di trovare un soluzione diplomatica, ma i suoi ambasciatori furono fatti giustiziare da Achilla.

## L'assedio

### La fase iniziale (novembre-dicembre 48 a.C.)
Achilla giunse quindi ad Alessandria il 9 novembre alla testa dell'esercito egizio e conquistò subito la maggior parte della città; Cesare si asserragliò nel palazzo reale, che fu posto sotto assedio. I romani, come prima mossa, decisero di dar fuoco alle navi egizie presenti nel porto, per facilitare l'arrivo di rinforzi e approvvigionamenti via mare; tuttavia le fiamme non furono contenute e causarono un incendio che dilagò in buona parte della città, bruciando anche la Biblioteca. Inoltre Cesare spedì anche una guarnigione sull'isola di Faro (sede del famoso faro di Alessandria) e la conquistò, acquisendo così totalmente il controllo del porto; infine, fece mandare messaggi ai territori vicini, Rodi, Siria e Cilicia, con richieste di aiuto. Nel frattempo il reggente di Tolomeo, Potino, anche lui rinchiuso nel palazzo, mandava lettere ad Achilla e Cesare, avendo scoperto ciò e avendo paura che potesse far fuggire il giovane re, lo fece imprigionare ed uccidere; nello stesso momento la sorella minore di Cleopatra, Arsinoe, riuscì a fuggire dal palazzo con l'aiuto dell'eunuco Ganimede e si unì alle forze assedianti egizie.
Cesare iniziò a fortificare gli accessi alla porzione di città da lui controllata, mentre gli assedianti rafforzarono le proprie file attraverso nuovi soldati e armamenti provenienti dai territori egizi e acquisivano denaro e cibo dagli abitanti della città. Intanto, però, Arsinoe entrò in conflitto con Achilla e lo fece uccidere, assumendo tutto il potere per sé e affidando il comando dell'esercito a Ganimede. Assunto il comando, Ganimede decise di tagliare le risorse agli assediati, interrompendo le condotte idriche della città o immettendoci acqua salata dal mare; i soldati romani, impauriti dalle condizioni estreme della situazione, minacciarono la ritirata, ma Cesare riuscì a calmare le proprie truppe, ordinando di far scavare nuovi pozzi per l'acqua potabile.

### Battaglie navali e liberazione di Tolomeo (dicembre 48 a.C.-febbraio 47 a.C.)
In quegli stessi giorni, arrivò al largo di Alessandria la XXXVII Legione con la flotta comandata da Gneo Domizio Calvino, ma i soldati furono impossibilitati ad entrare nel porto a causa del vento contrario; Cesare, quindi, per riuscire a prendere gli approvvigionamenti a bordo delle navi e per portare acqua potabile alle truppe in mare, decise di recarsi presso di loro e, costruite in pochi giorni diverse imbarcazioni, salpò per il largo. Tuttavia gli egizi, venuti a conoscenza delle mosse dei romani, decisero di cercare lo scontro per mare: imbarcarono quindi quanti più uomini possibili sulle proprie navi e salparono. Lo scontro avvenne al ritorno dei romani dal largo e la prima nave attaccata dagli egizi fu una galera rodia: questa, distante dalle navi di Cesare, riuscì a vincere i nemici superiori in numero e a catturare una loro nave. Gli egizi, seppur abbattuti dalla sconfitte, costruirono velocemente nuove navi e cercarono un ulteriore scontro: la flotta romana, con le navi rodie dell'ammiraglio Eufranore e quelle inviate dalle provincie orientali, vinse nuovamente contro la flotta egizia. Subito dopo quella vittoria, Cesare sbarcò sull'isola di Faro e la conquistò interamente; tuttavia, nello scontro che si generò con gli egizi, i romani vennero duramente sconfitti nella battaglia dell'Eptastadio e Cesare stesso rischiò la morte, dovendo gettarsi in mare e tornare in città a nuoto per salvare la propria vita.
Gli egizi, però, stanchi del governo tirannico di Ganimede e Arsinoe, promisero ai Romani di consegnarli come prigionieri in cambio di Tolomeo: Cesare acconsentì e liberò il giovane re, sperando che questo appacificasse gli animi dei suoi sudditi. Gli egizi, però, continuarono lo scontro: Cesare scoprì di movimenti navali presso Canopo e, messo a capo della sua flotta Tiberio Claudio Nerone, la mandò a scontrarsi con gli egizi; i due schieramenti, quindi, combatterono all'inizio di febbraio nella battaglia navale di Canopo, durante quale l'ammiraglio rodio Eufranore perse la vita.

### Arrivo degli alleati romani e fine dell'assedio (febbraio-marzo 47 a.C.)
Nel frattempo arrivarono in Egitto le forze che Cesare aveva chiamato in aiuto dall'Oriente: i pergameni guidati da Mitridate e i giudei di Erode Antipatro; questo esercito ottenne subito due vittorie nella battaglia di Pelusio e in quella di Campo degli Ebrei. Tolomeo decise quindi di affrontare in una battaglia campale i soldati orientali, ponendo fine all'assedio di Alessandria il 19 marzo del 47 a.C.; Cesare, venuto a conoscenza degli avvenimenti, fece uscire il proprio esercito dalla capitale, tentando di riunirsi ai suoi alleati.

## Conseguenze
L'esercito di Cesare si scontrò con quello di Tolomeo prima dell'arrivo degli alleati orientali e, nella battaglia del Nilo del 27 marzo l'esercito egizio fu sconfitto; il faraone stesso trovò la morte, annegato in un ramo del fiume. La corona d'Egitto fu dunque acquisita da Cleopatra, in co-reggenza con il fratello minore, Tolomeo XIV; Arsinoe fu invece dapprima condotta a Roma come prigioniera e infine esiliata a Efeso, nel tempio di Artemide.